# ヒートロッド
ヒートロッドもしくはヒート・ロッドは、アニメ『ガンダムシリーズ』などに登場する鞭状の架空の武器。

## ガンダムシリーズ

### 宇宙世紀におけるヒートロッド
テレビアニメ『機動戦士ガンダム』第12話において、ジオン公国軍のモビルスーツ (MS) 「グフ」の装備として初登場。地球連邦軍のMS「ガンダム」を電撃で攻撃し、携行武装のハイパーバズーカを絡め取って爆散させる。また、第16話においてはガンダムの爪先を切断する。
呼称については、初登場時からグフのパイロットのランバ・ラルにより、作中の台詞で言及されている。設定については、高熱と高圧電流を持つとする資料、微細な圧電アクチュエーターを内包するデンドリマーと、それを覆う伝導率の高い重合体とする資料、位相を変えることで分子量を変化させる高分子重合物を充填していることにより、伸縮を可能としている」とした資料がみられる。
グフのほか、この装備を採用した機体にアッグガイが存在する。また、『ガンダム』の後年を舞台としたテレビアニメ『機動戦士ガンダムΖΖ』に登場するネオ・ジオン軍のMS「ドーベン・ウルフ」は、サイコミュ導入以前にはグフと同様のヒートロッドを内蔵していたという設定になっている（詳細は機体記事を参照）ほか、さらにその後年を舞台としたゲーム『機動戦士ガンダムF91 フォーミュラー戦記0122』に登場するオールズモビル（火星独立ジオン軍）のMS「RFグフ」は、ヒート・ロッドの先端にビーム発生機能を取り付けた武器「ビーム・ロッド」を装備している。

### 宇宙世紀以外におけるヒートロッド
テレビアニメ『新機動戦記ガンダムW』においてOZのMS「ガンダムエピオン」、およびOVA『新機動戦記ガンダムW Endless Waltz』においてプリベンターのMS「トールギスIII」が使用する。こちらでは、高熱によって敵の装甲を撃ち抜く装備として扱われる。

## ガンダムシリーズ以外におけるヒートロッド
カプコンのアーケード用2D対戦型格闘ゲーム『サイバーボッツ』において、ヴァリアント・アーマー（巨大ロボット）「ジャッカル」が使用する。
左腕に装備されており、中距離戦闘において敵機の駆動系にダメージを与える。